# Anfiteatro Simón Bolívar
Anfiteatro Simón Bolívar es el salón principal del Antiguo Colegio de San Ildefonso, el cual se ubica en la calle Justo Sierra, a un costado del Templo Mayor, en el Centro Histórico de la Ciudad de México.

## Historia
En un principio el Antiteatro se denominaba "Anfiteatro de la Escuela Nacional Preparatoria"; fue hasta 1930 que recibe su nombre actual, en honor a la conmemoración de los cien años de la muerte de Simón Bolívar, el Libertador. El Anfiteatro Simón Bolívar es un espacio rectangular, organizado en tres naves, rematadas por un proscenio.  Las bóvedas, las columnas, los arcos, las puertas, las ventanas, las cornisas y los barandales están trabajados en un estilo neocolonial. En 1922, en este importante espacio del Colegio de San Ildefonso, el muralista y pintor mexicano Diego Rivera pintó "La Creación", utilizó la técnica denominada “encáustica” en la que se utiliza como base la resina de copal emulsionada con cera de abeja y una mezcla de pigmentos fundidos con fuego directo.
El Anfiteatro también alberga otro mural "Epopeya Bolivariana" del pintor Fernando Leal, este mural fue realizado entre 1930 y 1933. Actualmente el Anfiteatro Simón Bolívar funge como sala de conciertos de la Universidad Nacional Autónoma de México, con un aforo para 400 personas.